# Lake Belvedere Estates
Lake Belvedere Estates ist  ein census-designated place (CDP) im Palm Beach County im US-Bundesstaat Florida. Das U.S. Census Bureau hat bei der Volkszählung 2020 eine Einwohnerzahl von 2.091 ermittelt.

## Geographie
Lake Belvedere Estates grenzt im Osten direkt an Haverhill und liegt rund 10 km südwestlich von West Palm Beach.

## Demographische Daten
Laut der Volkszählung 2010 verteilten sich die damaligen 3334 Einwohner auf 1114 Haushalte. Die Bevölkerungsdichte lag bei 2222,7 Einw./km². 44,9 % der Bevölkerung bezeichneten sich als Weiße, 38,6 % als Afroamerikaner, 0,4 % als Indianer und 4,7 % als Asian Americans. 6,7 % gaben die Angehörigkeit zu einer anderen Ethnie und 4,6 % zu mehreren Ethnien an. 29,3 % der Bevölkerung bestand aus Hispanics oder Latinos.
Im Jahr 2010 lebten in 53,9 % aller Haushalte Kinder unter 18 Jahren sowie 14,8 % aller Haushalte Personen mit mindestens 65 Jahren. 83,4 % der Haushalte waren Familienhaushalte (bestehend aus verheirateten Paaren mit oder ohne Nachkommen bzw. einem Elternteil mit Nachkomme). Die durchschnittliche Größe eines Haushalts lag bei 3,40 Personen und die durchschnittliche Familiengröße bei 3,63 Personen.
33,5 % der Bevölkerung waren jünger als 20 Jahre, 32,0 % waren 20 bis 39 Jahre alt, 25,9 % waren 40 bis 59 Jahre alt und 8,5 % waren mindestens 60 Jahre alt. Das mittlere Alter betrug 31 Jahre. 48,3 % der Bevölkerung waren männlich und 51,7 % weiblich.
Das durchschnittliche Jahreseinkommen lag bei 55.363 $, dabei lebten 18,9 % der Bevölkerung unter der Armutsgrenze.
Im Jahr 2000 war englisch die Muttersprache von 79,89 % der Bevölkerung, spanisch sprachen 15,20 % und 4,21 % sprachen haitianisch.